# Тиолье, Никола-Пьер
Никола-Пьер Тиолье (фр. Nicolas-Pierre Tiolier, 9 мая 1784, Париж — 25 сентября 1853, Париж) — французский скульптор, медальер, резчик гемм и монетных штемпелей.

## Биография
Учился у своего отца, медальера Пьера-Жозефа Тиолье, а также у медальера Романа-Винсента Жефруа и скульптора Клода Дежу.
В 1816 году сменил своего отца на должности генерального гравёра монет и занимал эту должность до 1843 года.
Создал ряд штемпелей ходячих и пробных монет королей Людовика XVIII, Карла X и Луи-Филиппа I, а также множество медалей: портретных, на посещение монетного двора, различных учреждений.
Кавалер ордена Почётного легиона (1821), офицер ордена Почётного легиона (1825).
Работы подписывал «N. TIOLIER F.».
Никола-Пьер Тиолье умер в Париже и был похоронен на кладбище Пер-Лашез.